# 94 Dywizja Zmechanizowana
94 Gwardyjska Zwienigorodzko-Berlińska Dywizja Zmechanizowana (ros. 94-я гвардейская стрелковая Звенигородско-Берлинская ордена Суворова дивизия) – związek taktyczny Armii Radzieckiej przejęty przez  Siły Zbrojne Federacji Rosyjskiej.
W końcowym okresie istnienia Związku Socjalistycznych Republik Radzieckich dywizja stacjonowała na terenie Niemieckiej Republiki Demokratycznej. W tym czasie wchodziła w skład 2 Gwardyjskiej Armii Pancernej. Po przejęciu przez Siły Zbrojne Federacji Rosyjskiej stacjonowała w Jurdze w SOW, podporządkowana 28 Korpusowi, a następnie przeformowana w 74 Brygadę Zmechanizowaną.

## Struktura organizacyjna
Skład w 1990:
- dowództwo i sztab – Schwerin:
- 204 Gwardyjski Humańsko-Berliński pułk zmotoryzowany;
- 286 Gwardyjski Brandenburski pułk zmotoryzowany;
- 288 Gwardyjski Kiszyniowski pułk zmotoryzowany;
- 74 Gwardyjski Wałgiński pułk czołgów;
- 28 batalion czołgów;
- 199 Gwardyjski Brandenburski pułk artylerii samobieżnej;
- 896 Dębliński pułk rakiet przeciwlotniczych;
- 496 dywizjon artylerii przeciwpancernej;
- 12 batalion rozpoznawczy;
- 159 batalion łączności;
- 107 batalion inżynieryjno-saperski;
- 230 kompania obrony przeciwchemicznej;
- 1130 batalion zaopatrzenia
- 52 batalion remontowy;
- 90 batalion medyczny.